# Cilindro hidráulico

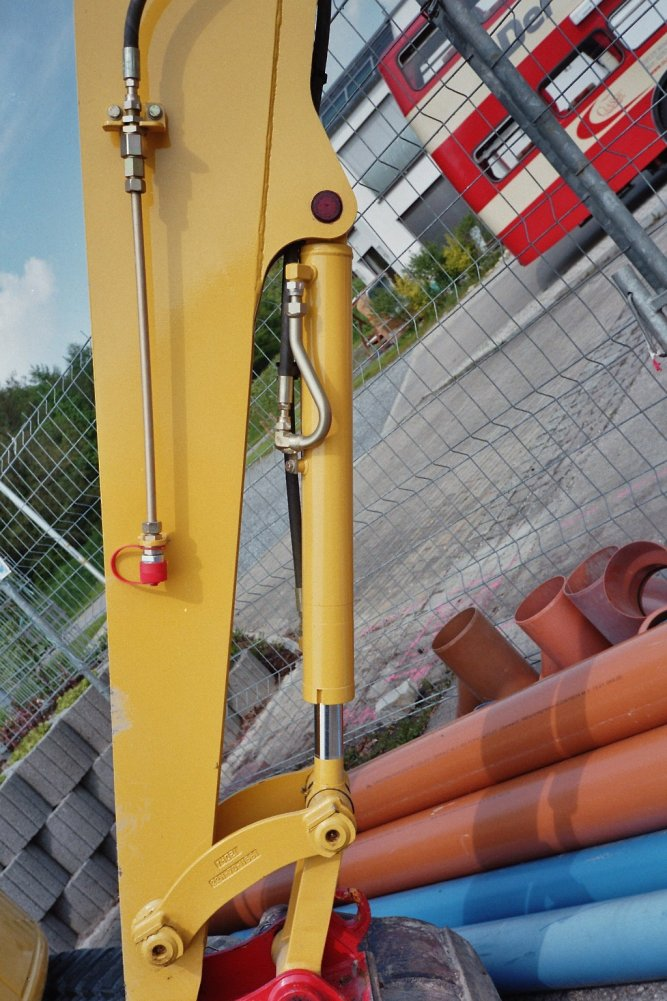
Cilindro hidráulico de doble efecto.

Los cilindros hidráulicos son mecanismos que constan de un cilindro dentro del cual se desplaza un émbolo o pistón, y que transforma la presión de un líquido, generalmente aceite, en energía mecánica. Son actuadores mecánicos que son usados para dar una fuerza a través de un recorrido lineal.

## Operación
Los cilindros hidráulicos obtienen la energía de un fluido hidráulico presurizado, que es típicamente algún tipo de aceite. El cilindro hidráulico consiste básicamente en dos piezas: un cilindro barril y un pistón o émbolo móvil conectado a un vástago. El cilindro barril está cerrado por los dos extremos, en uno está el fondo y en el otro, la cabeza por donde se introduce el pistón, que tiene una perforación por donde sale el vástago. El pistón divide el interior del cilindro en dos cámaras: la cámara inferior y la cámara del vástago. La presión hidráulica actúa en el pistón para producir el movimiento lineal.
La fuerza máxima es función de la superficie activa del émbolo y de la presión máxima admisible, donde:
F = P * A
Esta fuerza es constante durante todo el trayecto,  desde el inicio hasta la finalización de la carrera. La velocidad depende del caudal de fluido y de la superficie del pistón. Según la versión, el cilindro puede realizar fuerzas de tracción y/o compresión.
De forma general los cilindros pueden ser clasificados en dos grupos:
- de simple efecto.
- de doble efecto.